# Love Yourself: Tear
Love Yourself: Tear (właśc. LOVE YOURSELF 轉 'Tear') – trzeci album studyjny południowokoreańskiej grupy BTS, wydany 18 maja 2018 roku przez Big Hit Entertainment. Jest to album koncepcyjny skupiający się na tematach związanych z bólem i smutkiem po rozstaniu.
Album został wydany w czterech wersjach: „Y”, „O”, „U” i „R”, promował go singel „Fake Love”. Przed premierą płyta otrzymała ok. 1,45 mln zamówień, według Iriver, pokonując wynik poprzedniej płyty. Zdobył certyfikat 2xMillion  w kategorii albumów.

## Promocja
17 maja 2018 roku, na dwie godziny przed premierą płyty, został wyemitowany na żywo „Comeback Preview Show” z Los Angeles przez V LIVE Naver. Program był oglądany przez ponad 3,3 miliona osób. Grupa zaprezentuje główny singel 20 maja 2018 roku na scenie podczas Billboard Music Awards, podczas których po raz drugi zostali nominowani w kategorii „Top Social Artist”.
Podobnie jak wcześniej dla Love Yourself: Her, 24 maja został wyemitowany na żywo specjalny program „BTS Comeback Show” na kanale Mnet. Zawierał występ z głównym utworem i kilkoma innymi piosenkami z albumu. Grupa ujawniła sceny zza kulis z przygotowań do comebacku i zaprezentowała specjalny film specjalnie dla fanów zespołu. Program był transmitowany jednocześnie online przez Mnet Japan, YouTube, Facebook i Joox. 25 maja BTS wykonają także piosenkę „Fake Love” w programie The Ellen DeGeneres Show.

## Lista utworów
| CD  | CD                                                                                        | CD                                                                                    | CD                          | CD      |
| Nr  | Tytuł utworu                                                                              | Słowa i muzyka                                                                        | Produkcja                   | Długość |
| --- | ----------------------------------------------------------------------------------------- | ------------------------------------------------------------------------------------- | --------------------------- | ------- |
| 1.  | „Intro: Singularity”                                                                      | Charlie J. Perry, RM                                                                  | Charlie J. Perry            | 3:14    |
| 2.  | „FAKE LOVE”                                                                               | Pdogg, "Hitman" Bang, RM                                                              | Pdogg                       | 4:02    |
| 3.  | „Jeonhaji motan jinsim” (kor. 전하지 못한 진심, ang. The Truth Untold) (feat. Steve Aoki) | Steve Aoki, Roland Spreckley, Jake Torrey, Noah Conrad, Annika Wells, RM, Slow Rabbit | Steve Aoki                  | 4:02    |
| 4.  | „134340”                                                                                  | Pdogg, ADORA, Bobby Chung, RM, Martin Luke Brown, Orla Gartland, Suga, J-Hope         | Pdogg                       | 3:49    |
| 5.  | „Nagwon” (kor. 낙원, ang. Paradise)                                                       | lophiile, MNEK, RM, Song Jae-kyung, Suga, J-Hope                                      | lophiile                    | 3:30    |
| 6.  | „Love Maze”                                                                               | Pdogg, DJ Swivel, Candace Nicole Sosa, RM, Suga, J-Hope, Bobby Chung, ADORA           | Pdogg                       | 3:40    |
| 7.  | „Magic Shop”                                                                              | Jungkook, Hiss noise, RM DJ Swivel, Candace Nicole Sosa, ADORA, Suga, J-Hope          | Jungkook, Hiss noise, ADORA | 4:36    |
| 8.  | „Airplane pt. 2”                                                                          | Pdogg, RM, Ali Tamposi, Liza Owens, Roman Campolo, "Hitman" Bang, Suga, J-Hope        | Pdogg                       | 3:39    |
| 9.  | „Anpanman”                                                                                | Pdogg, Supreme Boi, "Hitman" Bang, RM, SUGA, Jinbo                                    | Pdogg                       | 3:54    |
| 10. | „So What”                                                                                 | Pdogg, "Hitman" Bang, ADORA, RM, Suga, J-Hope                                         | Pdogg                       | 4:44    |
| 11. | „Outro: Tear”                                                                             | DOCSKIM, Shin Myung-soo, RM, Suga, J-Hope                                             | DOCSKIM                     | 4:45    |

## Notowania
| Lista                              | Najwyższa pozycja |
| ---------------------------------- | ----------------- |
| ARIA Charts                        | 6                 |
| Ö3 Austria Top 40                  | 5                 |
| Czech Albums – Top 100 (ČNS IFPI)  | 16                |
| Slovak Albums – Top 100 (ČNS IFPI) | 32                |
| Ultratop 200 Albums (Flandria)     | 6                 |
| Ultratop 200 Albums (Walonia)      | 18                |
| MegaCharts                         | 6                 |
| Offizielle Top 100                 | 17                |
| SNEP                               | 45                |
| Suomen virallinen lista            | 4                 |
| Albums Chart                       | 8                 |
| FIMI                               | 34                |
| Veckans albumlista                 | 6                 |
| Billboard Japan Hot Albums         | 1                 |
| New Zealand Albums (RMNZ)          | 5                 |
| VG-lista                           | 2                 |
| Scottish Albums (OCC)              | 11                |
| Gaon Weekly Album Chart            | 1                 |
| UK Albums (OCC)                    | 8                 |
| Billboard Canadian Albums          | 2                 |
| Billboard 200                      | 1                 |
| Billboard World Albums             | 1                 |
| Billboard Independent Albums       | 1                 |
| Top 40 Albums (MAHASZ              | 23                |
| Polish Albums (ZPAV)               | 25                |
| Promusicae                         | 27                |
| Sverigetopplistan                  | 8                 |

## Sprzedaż
| Kraj                    | Sprzedaż                          | Certyfikat  |
| ----------------------- | --------------------------------- | ----------- |
| Japonia (Oricon)        | 100 000+                          | Złoty       |
| Korea Południowa (Gaon) | 2 038 560 (stan na sierpień 2019) | 2xMilion    |
| Polska (ZPAV)           | 10 000+                           | złota płyta |
| Stany Zjednoczone       | 135 000+                          |             |